# Bondelswart-Rebellion

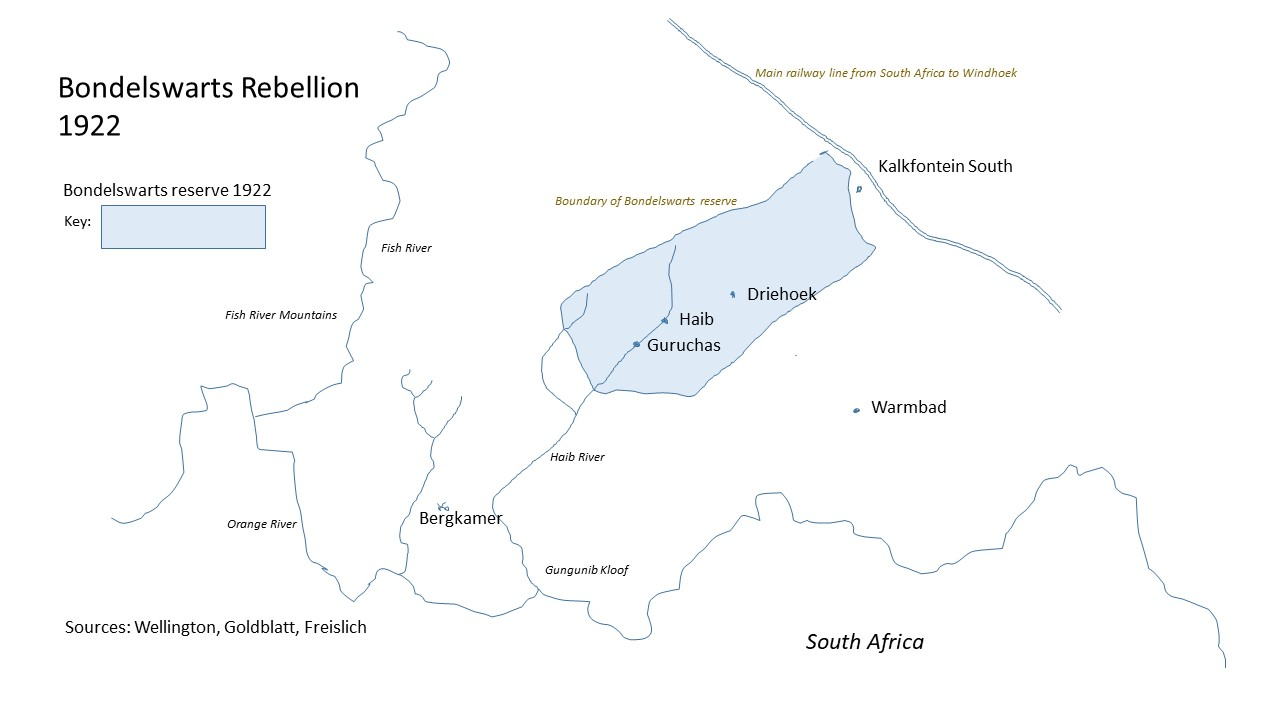
Karte der wichtigsten Schlachtgebiete 1922

Die Bondelswart-Rebellion (auch englisch Bondelswarts Uprising bzw. Bondelswarts Affair) war ein gewalttätiger Konflikt in der Zeit als Südafrika sein Mandat des Völkerbunds in Südwestafrika ausübte.

## Geschichte
1917 hatte die Südafrikanische Mandats-Verwaltung eine Hundesteuer eingeführt. Diese wurde 1921 erhöht. Die Steuer wurde von den Bondelswart, einem Clan der Orlam-Nama, abgelehnt. Die Bondelswarts wehrten sich insgesamt gegen verschiedene Maßnahmen der neuen Administration. Außerdem schützten sie fünf Männer vor der Verhaftung, die polizeilich gesucht wurden.
Es gibt unterschiedliche Meinungen über die Abläufe der Auseinandersetzung, aber nach der Historikerin Neta Crawford „stimmen die meisten darin überein, dass die Bondelswarts sich im Mai 1922 darauf vorbereiteten zu kämpfen oder wenigstens sich zu verteidigen, und die Mandats-Administration schritt ein um die so genannte Rebellion von 500 bis 600 Menschen zu zerschlagen, von denen 200 bewaffnet gewesen sein sollen (auch wenn später nur 40 Waffen erbeutet wurden, als die Bondelswarts niedergeschlagen waren).“ („most agree that in May 1922 the Bondelswarts prepared to fight, or at least to defend themselves, and the mandatory administration moved to crush what they called a rebellion of 500 to 600 people, of which 200 were said to be armed (although only about 40 weapons were captured after the Bondelswarts were crushed)“).
Gysbert Hofmeyr, der Administrator, stellte 400 bewaffnete Männer zusammen und entsandte Flugzeuge um die Bondelswarts zu bombardieren. Bei den Kampfhandlungen kamen etwa 100 Bondelswart ums Leben, inklusive einiger Frauen und Kinder. Weitere 468 Männer wurden verwundet oder gefangen genommen.